# IC 3648
IC 3648 је појединачна звијезда у сазвјежђу Дјевица која се налази на листи објеката дубоког неба у Индекс каталогу.
Деклинација објекта је + 12° 59' 4" а ректасцензија 12h 40m 52,2s.